# Lissomya
Lissomya is een geslacht van tweekleppigen uit de  familie van de Poromyidae.

## Soorten
- Lissomya hyalina (Bernard, 1989)
- Lissomya rotundula Krylova, 1997